# ブライアン・エプスタイン
ブライアン・サミュエル・エプスタイン（Brian Samuel Epstein, 1934年9月19日 - 1967年8月27日）は、イギリスの実業家。
1962年6月26日、ビートルズをマネージメントする為の会社「NEMSエンタープライズ」を弟クライブを共同経営者に迎えて設立する。ビートルズのマネージャーとして最もよく知られ、彼らからはエピーという愛称で呼ばれていた。なお、彼自身は自分の苗字を常にエプスティーン（Epsteen）と発音した。

## 家族と生い立ち
父方の祖父アイザック・エプスタイン（1877〜1955）は、リトアニアからイギリスに移住したユダヤ人（ユダヤ系リトアニア人）。アイザックは、息子ハリーとリヴァプールのウォルトン・ロードで家具店を経営していた。ポール・マッカートニーの家族は、そこでピアノを購入したという。
ブライアン・エプスタインは、1934年9月19日、リヴァプールのロドニー・ストリートの産院で父ハリー（1904 - 1967）と母クイーニー（1914 - 1996）の間に長男として誕生。1936年、弟クライブ（1936 - 1988）誕生。第二次世界大戦中、一家はサウスポート等に疎開。戦争が終わりに近づく頃、リヴァプールのクイーンズ・ドライヴ197番地に戻る。
ユダヤ系小学校のビーコンズフィールドを卒業後、シュロップシャーのパブリック・スクール、リーキン校に入学。しかし服飾デザイナーになるため退学したいとの手紙を家に送る。結局2年次で退学するが、服飾デザイナーになる夢は父に反対され、1950年9月、実家の家具店で働き始める。週給5ポンドでの家具販売は本意ではなかったが、鏡を購入しに来たある女性に12ポンドでダイニング・テーブルを販売することがあり、仕事の楽しさを知るようにもなっていた。
1952年12月、徴兵されて陸軍に入隊。隊規違反を起こし、精神鑑定によって同性愛者であるという結果が出たため除隊させられる。以後家具店のレコード販売事業を担当する。
1956年、俳優を志してロンドンの王立演劇学校に入学。後に活躍するスザンナ・ヨーク、アルバート・フィニー、ピーター・オトゥールなどもいた。しかし3学期で挫折。リヴァプールに戻り、電気製品の分野に進出した父の「NEMS」と名付けられた店のレコード販売事業の責任者となる（弟クライブが電気&家庭用品部門を担当）。1961年8月3日発行の『マージー・ビート』誌3号から音楽コラムの連載を始めた。

## ビートルズとの出会い

### 対面の経緯
ブライアン・エプスタインの自伝「地下室いっぱいの騒音」によると、ビートルズの存在を知ったのは、1961年10月28日、レイモンド・ジョーンズというビートルズのファンが、ビートルズの伴奏するトニー・シェリダンの「マイ・ボニー」というシングルを彼の店に買いに来たときだった。店はビートルズのレコードを扱っていなかったが、エプスタインと友人のアリステア・テイラーは、演奏を見るために同年11月9日にキャヴァーン・クラブを訪れた。クラブは彼の店から通りを下ったところに位置した。バンドの演奏を見たエプスタインは「私はそれまで、地元のリヴァプールで人気を集め始めていたビート・グループに対して一度も興味の目を向けた事は無かったが、すぐに彼らの音楽、彼らのビート、彼らのユーモアセンスに打たれた。そして彼らに会った後でさえ、彼らの個人的魅力に再び心打たれた。そしてそれは全ての始まりだった...」と語っている。
ただし、この定説は、信憑性に乏しいとも言われていた。上記の通りエプスタインは1961年8月3日発行のマージー・ビート3号から音楽コラムを担当しているが、前号に相当する2号（当時のマージー・ビートは隔週誌）のトップ記事でビートルズが特集されており、3号から音楽コラムを担当するエプスタインが、その2週間前に発行されたトップ記事を知らなかったというのは客観的に考えて著しく整合性を欠く、というものである。
一方で、ポピュラー音楽に興味がなくクラシックとオペラを好んでいたエプスタインが、このマージー・ビート誌を通して、当時人気のあったビートグループに興味を持ったとする意見もあった。リヴァプールの毎夏行われるビートルズコンベンションでゲスト出演したアリステア・テイラーが語った話では、地元でレコード店を経営していたエプスタインは「新しいネタ」をさがしており、店の近隣にあるキャヴァーン・クラブに出演していたビートルズに興味を持ち契約に至った、というのが対面の経緯であったという（なお、アリステアの著書『シークレット・ヒストリー』には、「レイモンド・ジョーンズっていうのは、客たちが欲しがっているビートルズのレコードってやつを入手したくて、僕が適当に考え出した架空の人物なんだから。（原文）」と書かれている）。
しかし、後になって、テイラーの説を覆すためにレイモンド・ジョーンズ本人が名乗り出たため、現在は当初の説が支持されている。

### 契約の経緯
1961年12月10日、エプスタインはビートルズの2代目マネージャーに就任した。1962年1月24日、ピート・ベストの自宅でエプスタインはビートルズと5年間のマネジメント契約を締結した。しかしエプスタインは署名せず、いつでも契約を解除できる権利をビートルズに与えた。
この件について、エプスタインは自伝でビートルズのメンバーが将来的に自由な活動が出来る様に気を遣ったという意味の発言を述べている。一方、エプスタイン以前にビートルズのマネージメントを手がけていたアラン・ウィリアムスとビートルズの間で金銭問題が生じた事があり、エプスタインはウィリアムスから「彼らは金に汚いから契約をする時は注意しろ。トラブルで財産を失う可能性もあるから、いつでも彼らを切り捨てられる様に準備しておけ」という助言を得ていた。また、エプスタインがビートルズに接近した時点で、ベストの母モナがビートルズのマネージャーに近い活動を行っていたにもかかわらず、エプスタインはベストの自宅で契約を結ぼうとしていた。仮にエプスタインが署名をすれば、モナから抗議される可能性があった。この2つの理由によって、エプスタインは署名を断念したという説がある。
※テイラーは著書「シークレット・ヒストリー」でこの風説も否定している。契約したのはピートの家ではなく、NEMSの事務所があったホワイト・チャペルであり、契約書は話がまとまった直後にホワイト・チャペルで作成され、4人はすぐに署名した――と書かれている。テイラーの名は、証人として契約書に署名されている。

### 契約後の経緯
エプスタインがビートルズと出会った当時、彼らはジーンズと革ジャケットを着用し、騒がしい演奏を行っていた。不良のイメージを払拭させるべく、エプスタインは彼らに背広とネクタイを着用させ、ステージ上での小綺麗な姿を演出した。また、客前での喫煙をやめさせ、演奏の終わりには一礼をさせた。その外観は（モップ・ヘアを除いて）バンドが一般に受け入れられるのに役立った。これらのスタイルは長くは続かなかったが、ビートルズの一般的な印象として、現代に至るまで永く印象付けられる事になった。
ビートルズのレコードデビューにあたり、エプスタインはベストを解雇し、新たにリンゴ・スターを加入させる。以降、死去までビートルズの国際的な活躍に大きく貢献した。

## 死因
エプスタインは、新入社員のロバート・スティッグウッド(1934 - 2016)に命じて、ビージーズをイギリスへ帰国させ、1967年5月にポリドール・レコードからのデビューに成功させたが、同年8月27日、アスピリンの過剰摂取で死去した。満32歳没。
死因は自殺であったとしばしば推測された（同年9月30日にビートルズとNEMSとの契約が満了すること、ビートルズが公演活動を終了したためにエプスタインの仕事が減り、自分の必要性がそれまでよりなくなってしまい悩んでいたとも言われている）が、検死の結果、死因は偶然の事故とされた。
『ザ・ビートルズ・アンソロジー』でエプスタインの死について触れられた際、ポール・マッカートニー、ジョージ・ハリスン、リンゴ・スターは亡くなる前のエプスタインに特に怪しい素振りはなかったことや当時は薬物の誤使用による事故死が多かった点に触れ、全員が自殺説について否定している。
エプスタインは、ビートルズの経歴全ての面を管理していた。彼が死んだ後、メンバーの対立が表面化し、ビートルズは解散に向かうこととなったため、解散の重要な要因となったとも言われている。葬儀はロンドン市内にある墓地で行われ、ビートルズのメンバーは混乱を理由に誰も出席しなかった。しかし、1967年のエプスタインの死を掲載した日本の音楽誌『ミュージック・ライフ』（シンコーミュージック）によると、ハリスンはひまわりの花を手向けたという。

## 私生活
生前公表されることはなかったが、エプスタインは同性愛者であった。ジョン・レノンに惹かれ恋愛感情を抱いていたものの、個人的な感情に基づいて行動した形跡はほとんどない。1963年4月、2人は4日間のスペイン旅行に出かけた。この際、2人が性的関係をもったという噂が流れた。率直な発言で知られるレノンは、常にこの噂を否定していた。1980年には、プレイボーイ誌の取材に、レノンは「決して頂点に達することはなかったけど、かなり強烈な関係だった」と答えている。マッカートニーも、レノンとエプスタインの関係はプラトニックだったと述べている。映画 『僕たちの時間』 The Hours and Times (1991) は、このスペイン旅行の事実に基づいたフィクションである。
レノンの長年の親友であるピート・ショットンは、著書 The Beatles, Lennon and Me のなかで、エプスタインに誘われたレノンが、ある程度の性的要求を受け入れたと主張し、「手コキさせてやった。それでおしまい」と述べている。伝記作家のハンター・デイヴィスも、レノンが「どんなものか試してみようと」一度の行為に同意した、と回想している。作家のアルバート・ゴールドマンは著書「The Lives of John Lennon」でこれらの主張について詳述し、2人の関係は長期間続いたと主張している。だが、彼らを知る者はほぼ全員、この主張を否定している。また、エプスタインの長年の秘書であったテイラーは著書の中で「レノンとの関係はなかった、4人とはすべて対等の立場であるように相当な配慮をしていた」と記述した。いずれにせよ、エプスタインはビートルズのマネージメントに関しては一貫して公平であり、メンバーの間に緊張を生まぬよう注意していた。
レノンはその手の噂などには敏感であった。1963年6月18日、マッカートニーの誕生日を祝う席で、当時リヴァプールでDJをしていたボブ・ウーラーがエプスタインとのスペイン旅行に触れた途端、レノンは激怒しウーラーの顔面を何度も殴打した。翌日にはエプスタインが謝罪し、これをウーラーが受け入れたことで収まった。情報が新聞社に届いた際、レノンは「酔っ払いのケンカだよ、本気じゃないさ」と釈明した。レノンはウーラーに電報を送り、「とにかく悪かった、以上それだけ」と形式的に詫びを入れた。1969年にもレノンは亡きエプスタインとの関係を否定し続けため、この件はインタビュアーには後々までタブー視されていた。

## 題材とした作品
- 『僕たちの時間』 - The Hours and Times（1991年）
- 『ブライアン・エプスタイン 世界最高のバンドを育てた男 』 - Midas Man（2024年）[5]